# Буенос Айрес (провинция)
Буѐнос А̀йрес (на испански: Provincia de Buenos Aires) е една от 23-те провинции на Аржентина. Столицата Буенос Айрес е автономен град и не е част от провинцията. Провинция Буенос Айрес е с население от 17 196 396 жители (по изчисления за юли 2018 г.), което я прави най-населената провинция в Аржентина. Общата площ е 307 571 km². Столица на провинцията е град Ла Плата.